# Crowded
Crowded est une série télévisée américaine en treize épisodes de 22 minutes créée par Suzanne Martin et diffusée entre le 15 mars 2016 et le 22 mai 2016 sur le réseau NBC.
Cette série est inédite dans tous les pays francophones.

## Synopsis
La paisible vie de couple qu'ont Mike et Martina depuis le départ de leurs enfants va être bouleversé, lorsque quelques années après leur départ, ceux-ci vont revenir s'installer au sein du cocon familial. Ainsi, Stella, détentrice d'un degree en Art Théâtral et sa petite sœur Shea, qui possède une graduation en astrophysique, sont forcées de retourner vivre chez leurs parents, dû aux contraintes socio-économiques. Pour le plus grand malheur de Mike, son père Bob, et sa femme Alice décident d'annuler leur déménagement en Floride et de rester afin "d'aider" Mike et Martina à supporter leurs filles. Ces dernières ayant été bercées comme des princesses durant toute leur vie par leurs parents, la colocation s'annonce comme étant difficile, Mike et Martina se sentant nostalgique de ces quelques années de quiétudes, vont devoir assouplir les règles de vie à la maison pendant que leurs filles tentent de reconstruire leurs vies à Seattle. Le couple va essayer de s'épanouir et de conserver cet esprit libre qu'ils connurent pendant l'absence de leurs filles.

## Distribution

### Acteurs principaux
- Patrick Warburton : Mike Moore, pilote hélicoptériste de tourisme de Seattle
- Carrie Preston : Martina Moore, thérapeute
- Stacy Keach : Bob, père de Mike et ancien flic remarié, tenancier de bar
- Carlease Burke : Alice, femme de Bob, aide à tenir le bar
- Mia Serafino : Stella Moore, fille aînée de Mike et Martina, actrice en herbe
- Miranda Cosgrove : Shea Moore, fille cadette de Mike et Martina, astrophysicienne

### Acteurs récurrents et invités
- Clifford McGhee : Ethan, fils d'Alice, golfeur à la retraite (12 épisodes)
- David Spade : Kyle (épisode 4)
- Brian Unger (en) : John (épisode 5)
- Chandra Lee Schwartz (en) : Jane (épisode 5)
- Stephnie Weir (en) : Ann (épisode 5)
- Sterling Knight : Nate (épisodes 7 et 11)
- Betty White : Sandy, patiente de Martina (épisode 7)
- Jane Leeves : Gwen (épisode 7)
- Carol Kane : Linda (épisode 8)
- Edd Hall : Baseball Announcer (épisode 10)
- Karly Rothenberg : Marie (épisode 11)
- Amy Tolsky (en) : Pat (épisode 11)
- Debra Monk : Linda (épisode 13)

## Production

### Développement
Le 14 janvier 2015, NBC commande un pilote, du projet de série de Suzanne Martin,.
Le 7 mai 2015, le réseau NBC annonce officiellement après le visionnage du pilote, la commande du projet de série, sous son titre actuel,.
Le 10 mai 2015, lors des Upfronts, NBC annonce la diffusion de la série à mi-saison, soit début 2016,.
Le 22 janvier 2016, NBC annonce le lancement de la série au 15 mars 2016.
Le 13 mai 2016, le réseau annonce l'annulation de la série après une unique saison.

### Casting
Les rôles principaux ont été attribués dans cet ordre : Miranda Cosgrove, Stacy Keach, Patrick Warburton, Carrie Preston, Mia Serafino et Carlease Burke.
Parmi les rôles récurrents et invités : Clifford McGhee et Betty White.

## Épisodes
| №  | Titre               | Réalisation   | Scénario                         | Première diffusion | Audience (millions) |
| -- | ------------------- | ------------- | -------------------------------- | ------------------ | ------------------- |
| 1  | Pilot               | James Burrows | Suzanne Martin                   | 15 mars 2016       | 6,52                |
| 2  | Present Tense       | James Burrows | Suzanne Martin                   | 15 mars 2016       | 5,06                |
| 3  | Brother             | James Burrows | Claudia Lonow (en)               | 20 mars 2016       | 3,75                |
| 4  | RearviewMirror      | James Burrows | Sam Johnson et Chris Marcil (en) | 27 mars 2016       | 3,52                |
| 5  | Amongst the Waves   | James Burrows | Tom Hertz                        | 3 avril 2016       | 3,47                |
| 6  | Nothing As It Seems | Andy Cadiff   | Kellie R. Griffin                | 10 avril 2016      | 4,19                |
| 7  | The Fixer           | Andy Cadiff   | Chelsea Myers                    | 17 avril 2016      | 5,15                |
| 8  | Given to Fly        | James Burrows | Josh Greenberg                   | 17 avril 2016      | 4,03                |
| 9  | Unemployable        | James Burrows | Sabrina Jalees                   | 24 avril 2016      | 3                   |
| 10 | Better Man          | Andy Cadiff   | Jack Moore                       | 1er mai 2016       | 3,03                |
| 11 | Daughter            | James Burrows | Emily Heller                     | 8 mai 2016         | 2,69                |
| 12 | In Hiding           | Stan Lathan   | Steve Vitolo                     | 15 mai 2016        | 3,09                |
| 13 | Come Back           | James Burrows | Kellie R. Griffin                | 22 mai 2016        | 2,12                |